# Rocketdyne H-1
Rocketdyne H-1 je bil tekoče gorivni raketni motor, ki se je uporabljal na prvih stopnjah raket Saturn I in Saturn IB. Prva stopnja pri obeh raketah je imela osem motorjev H-1. Gorivo je bil kerozin (RP-1), oksidator pa tekoči kisik (LOX). Potisk motorja na nivoju morja je bil  900 kN (205000 lbf). Kasneje so odvečne motorje malce predelali v RS-27, ki so se uporabljali na raketi Delta 2000.

## Specifikacije
- Podjetje: NAA/Rocketdyne
- Uporaba na: Saturn I / S-I Prva stopnja - 8 motorjev
- Uporaba na: Saturn IB / S-IB Prva stopnja - 8 motorjev

|                                 |                              |                                     |
| SA-201 do SA-205                | SA-206 in naslednji modeli   |                                     |
| Potisk (nivo morja)             | 200.000 lbf (890 kN)         | 205.000 lbf (910 kN)                |
| Čas delovanja                   | 155 s                        | 155 s                               |
| Specifični impulz               | 289 s (2,83 km/s)            | 289 s (2,83 km/s)                   |
| Teža motorja (notranji motorji) | 1.830 lb (830 kg)            | 2.200 lb (1.000 kg)                 |
| Teža motorja (zunanji motorji)  | 2.100 lb (950 kg)            | 2.100 lb (950 kg)                   |
| Razmerje šobe (izhod/grlo)      | 8:1                          | 8:1                                 |
| Oksidator in gorivo             | LOX & RP-1                   | LOX & RP-1 (tekoči kisik & kerozin) |
| Mešalno razmerje:               | 2.23±2%                      | 2,23±2%                             |
| Pretok goriva                   | 2092 am. galon/min (132 L/s) |                                     |
| Pretok oksidatorja              | 3330 am. galon/min (210 L/s) |                                     |
| Nominalni pritisk v komori      | 633 psi (4,36 MPa)           |                                     |